# エドウィン・メレディス

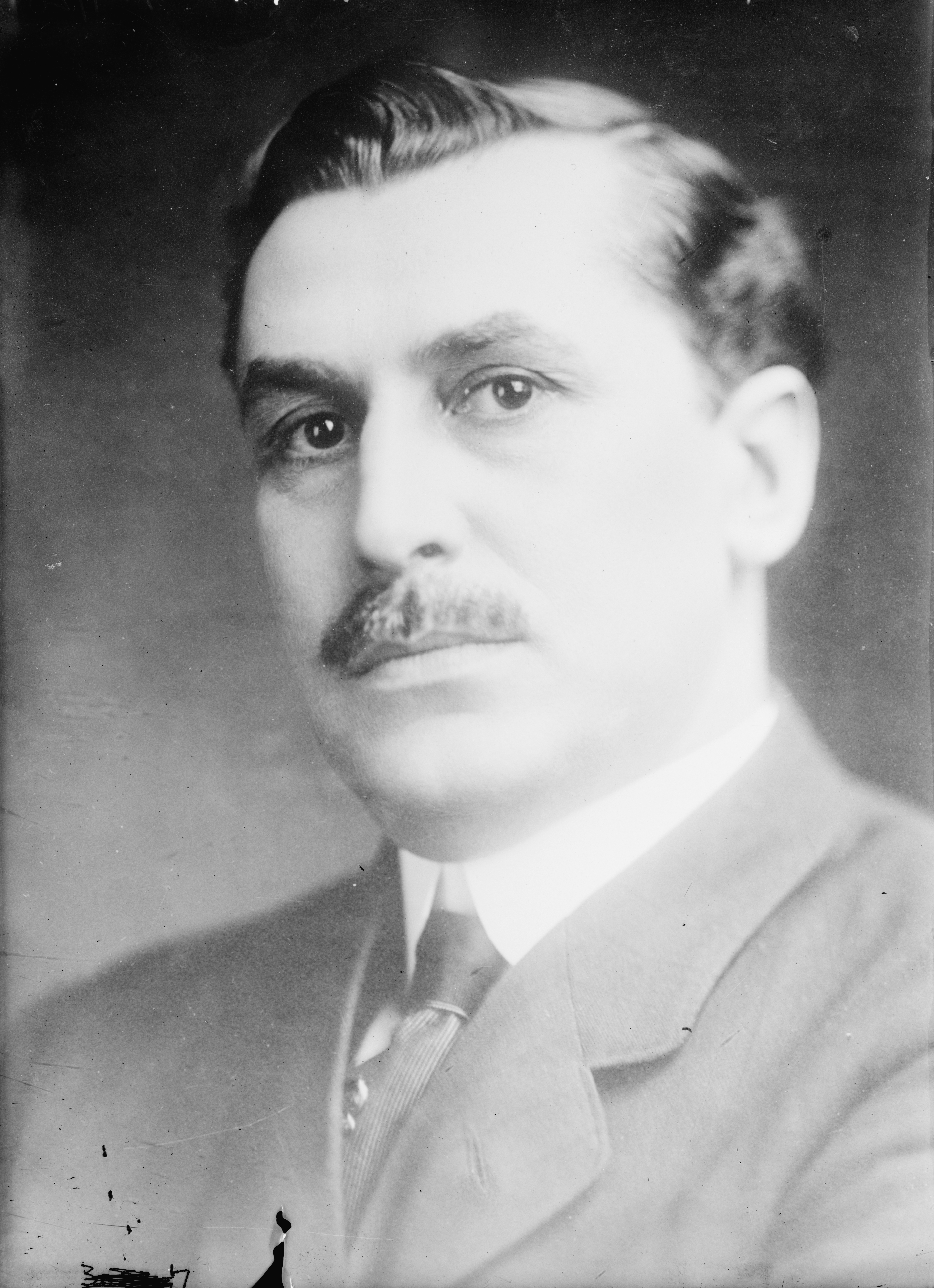
エドウィン・トマス・メレディス

エドウィン・トマス・メレディス（Edwin Thomas Meredith, 1876年12月23日 - 1928年6月17日）は、アメリカ合衆国の政治家。民主党に所属し、ウッドロウ・ウィルソン政権で第6代アメリカ合衆国農務長官を務めた。

## 生い立ちと初期の経歴
1876年12月23日、メレディスはアイオワ州ポタワタミー郡のアヴォカにおいて誕生した。モートンはデモインのハイランド・パーク・カレッジで教育を受けた。1894年、メレディスは祖父の経営する大衆週刊紙 Farmer's Tribune で事業部長に就任した。メレディスは1896年からは実際の経営も行うようになった。1902年、メレディスは新たに Successful Farming 紙を立ち上げ、メレディス・コーポレーションを設立して独立した。メレディスの経営は成功し、1908年までに契約者数10万人を突破した。

## 政治活動

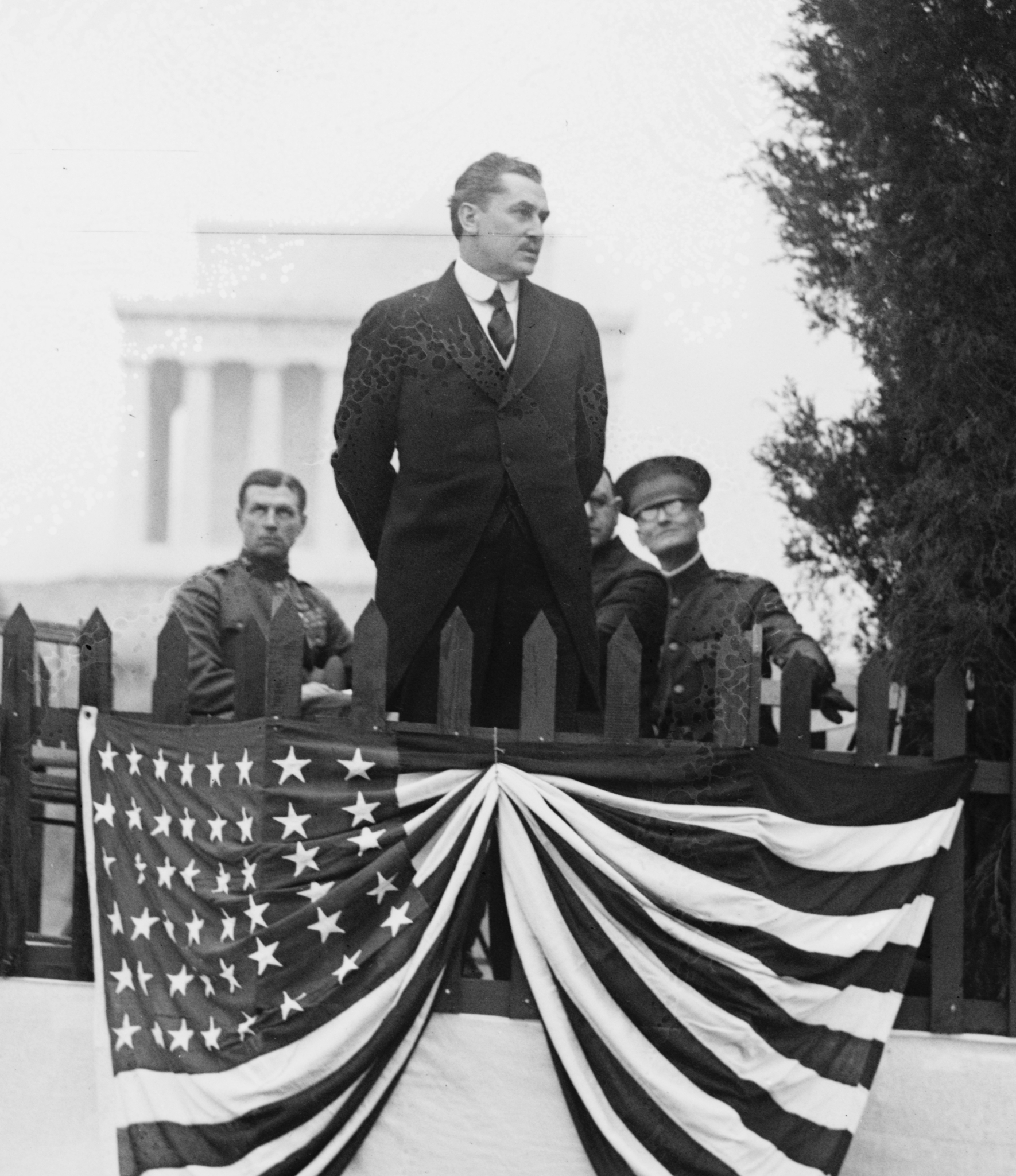
1920年の植樹祭に農務長官として出席したメレディス

メレディスは農業出版協会に所属し、後に副会長と会長を務めた。メレディスは当初は人民党に所属していたが、1908年に同党が解散すると、メレディスは民主党に鞍替えした。メレディスは1914年に連邦上院議員を目指したが、敗北した。また1916年にはアイオワ州知事を目指したが、これも失敗に終わった。1915年、メレディスは全米商工会議所会長に指名された。
1917年、メレディスはウッドロウ・ウィルソン大統領から、財務省超過利潤諮問委員会の一員に任ぜられた。メレディスは1920年2月に農務長官に任ぜられ、ウィルソン大統領の任期満了となる1921年3月まで務めた。

## 晩年
農務長官退任後、メレディスは Dairy Farmer 紙を買収し、また Fruit, Garden, and Home 紙を立ち上げた。メレディスは1928年6月17日に死去した。メレディスの遺体はアイオワ州デモインのメイソニック墓地に埋葬された。

## 家族

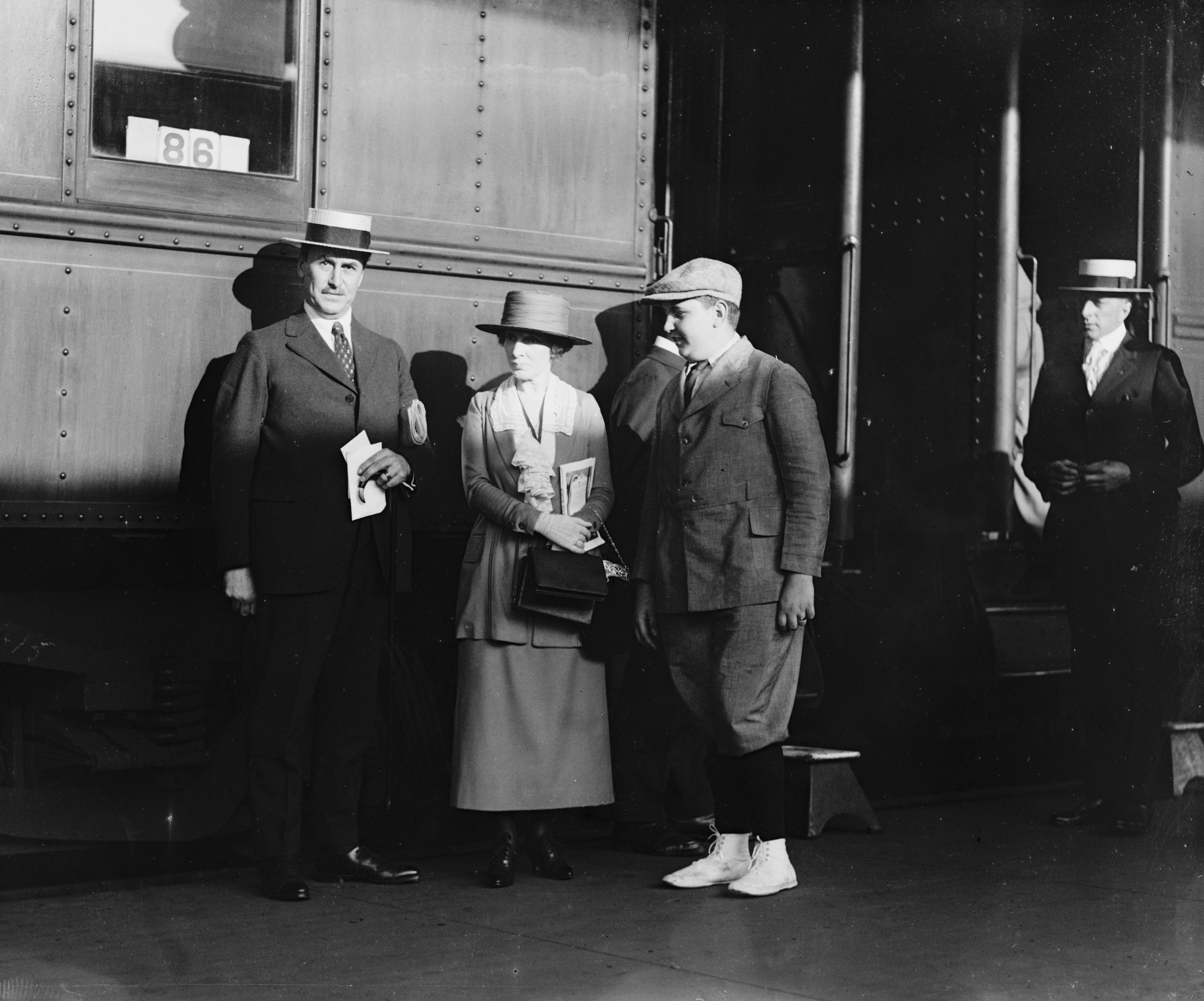
妻子とともに

父親はトマス・オリヴァー・メレディス (Thomas Oliver Meredith)、母親はミニー・ミナーヴァ・マーシュ (Minnie Minerva Marsh) であった。メレディスは1896年1月8日にエドナ・エリオット (Edna Elliott) と結婚した。